# غاز نفطي مسال
الغاز النفطي المسال، ويُشار إليه أيضًا باسم الغاز البترولي السائل (LPG أو LP gas) ويسمى أيضًا بالغاز البترولي، أو غاز المكينة، LPG أو غَازِ الْطَبْخِ، ، هو غاز وقود يتكوّن من مزيج قابل للاشتعال من الغازات الهيدروكربونية، وتحديدًا البروبان والبيوتان النظامي (n-بيوتان) والبيوتان المتفرع (يُعرف بالإيزوبيوتان). وقد يحتوي أحيانًا على كميات من البروبلين والبيوتيلين والإيزوبيوتيلين (أو الإيزوبيوتين).1
يُستخدم الغاز النفطي المسال كوقود في أجهزة التدفئة ومعدات الطهي والمركبات، كما يُستخدم كدافع في علب الرش (الأيروسول) وكمادة تبريد بديلة للكلوروفلوروكربونات بهدف الحد من الإضرار بطبقة الأوزون. وعندما يُستخدم بشكل خاص كوقود للمركبات، يُعرف غالبًا باسم "أوتوغاز" أو يُشار إليه ببساطة بـ "الغاز".
تتوافر في الأسواق أنواع مختلفة من الغاز النفطي المسال تتضمن مزيجًا يحتوي في معظمه على البروبان (C₃H₈)، أو على البيوتان (C₄H₁₀)، أو مزيجًا من الاثنين وهو الشكل الأكثر شيوعًا. في شتاء نصف الكرة الشمالي، تحتوي هذه الخلطات على نسبة أكبر من البروبان، بينما تزداد نسبة البيوتان في الصيف. في الولايات المتحدة، تُباع بشكل رئيسي درجتان من الغاز النفطي المسال: البروبان التجاري وHD-5، وتحدد مواصفاتهما من قبل "رابطة معالجي الغاز" و"الجمعية الأمريكية للاختبارات والمواد". وتُدرج خلطات البروبان/البيوتان ضمن هذه المواصفات أيضًا.
عادةً ما تكون هناك تركيزات ضئيلة من هيدروكربونات أخرى مثل الإيثان (C₂H₆) والميثان (CH₄) والبروبان (C₃H₈)، كما يقيّد معيار HD-5 نسبة البروبلين في الغاز المسال بحيث لا تتجاوز 5%، ويُستخدم هذا المعيار في وقود المركبات. ويُضاف مركب عطري قوي الرائحة يُعرف بالإيثانثيول للكشف عن التسربات بسهولة. ويُعد المعيار الأوروبي المعترف به دوليًا للغاز النفطي المسال هو EN 589. أما في الولايات المتحدة، فهناك مواد أخرى مسموح باستخدامها كمضافات للرائحة مثل التيتراهيدروثيوفين (الثيوفان) أو الأميل ميركابتان، رغم أن استخدامها غير شائع حاليًا.
يُنتج الغاز النفطي المسال عن طريق تكرير النفط أو "الغاز الطبيعي الرطب"، ويُشتق بالكامل تقريبًا من مصادر الوقود الأحفوري، حيث يُصنّع أثناء تكرير النفط الخام، أو يُستخلص من تدفقات النفط أو الغاز الطبيعي عند خروجه من باطن الأرض. وقد أُنتج لأول مرة في عام 1910 على يد والتر أو. سنيلينغ، وظهرت أولى المنتجات التجارية منه في عام 1912.
يُساهم حاليًا بحوالي 3% من إجمالي الطاقة المستهلكة، ويتميز باحتراق نظيف نسبيًا دون انبعاث سخام وبتصريف منخفض من الكبريت. وبما أنه غاز، فلا يُشكّل خطرًا على التربة أو المياه، إلا أنه قد يُسبب تلوثًا هوائيًا. وتبلغ القيمة الحرارية النوعية له حوالي 46.1 ميغا جول/كغ مقارنة بـ 42.5 ميغا جول/كغ لزيت الوقود و43.5 ميغا جول/كغ للبنزين الممتاز.9 ومع ذلك، فإن كثافته الطاقية بالحجم (26 ميغا جول/لتر) أقل من تلك الخاصة بالبنزين أو زيت الوقود، نظرًا لانخفاض كثافته النسبية (حوالي 0.5–0.58 كغ/لتر مقارنة بـ 0.71–0.77 كغ/لتر للبنزين). وبما أن كثافة وضغط بخار الغاز النفطي المسال (أو مكوناته) يتغيران بشكل كبير مع درجة الحرارة، فيجب أخذ ذلك في الاعتبار في التطبيقات المرتبطة بالسلامة أو بنقل الملكية، مثل الحد الأقصى الاعتيادي لتعبئة الخزانات الذي يكون عند مستوى 85%.10
يُعد الغاز النفطي المسال إلى جانب استخدامه كحامل للطاقة مادة أولية واعدة في الصناعات الكيميائية لإنتاج الأوليفينات مثل الإيثيلين والبروبلين. وبسبب انخفاض درجة غليانه عن درجة حرارة الغرفة، يتبخر الغاز النفطي المسال بسرعة عند درجات الحرارة والضغط العاديين، لذا يُخزن عادة في أوعية فولاذية مضغوطة. وتُملأ هذه الأوعية بنسبة تتراوح بين 80–85% من سعتها للسماح بتمدّد السائل نتيجة تغير الحرارة.
تختلف نسبة كثافة السائل إلى البخار حسب التركيب والضغط ودرجة الحرارة، لكنها غالبًا ما تكون في حدود 250:1. أما الضغط اللازم لتحويل الغاز إلى سائل (ضغط البخار) فيختلف كذلك باختلاف التركيب ودرجة الحرارة؛ فعلى سبيل المثال، يبلغ حوالي 220 كيلوباسكال (32 رطلًا لكل بوصة مربعة) للبيوتان النقي عند 20 درجة مئوية (68 فهرنهايت)، ويصل إلى حوالي 2,200 كيلوباسكال (320 رطلًا لكل بوصة مربعة) للبروبان النقي عند 55 درجة مئوية (131 فهرنهايت).
يظل الغاز النفطي المسال في حالته الغازية أثقل من الهواء بخلاف الغاز الطبيعي، مما يجعله يتجه نحو الأسفل ويتجمع في الأماكن المنخفضة مثل الأقبية. وينطوي هذا الأمر على خطرين رئيسيين: أولهما احتمال وقوع انفجار إذا كان خليط الغاز والهواء ضمن الحدود القابلة للاشتعال وكان هناك مصدر اشتعال، والثاني هو خطر الاختناق نتيجة إزاحة الغاز للهواء وتقليل نسبة الأكسجين.
يحتوي أسطوانة الغاز الكاملة على حوالي 86% من السائل، بينما تحتوي المساحة المتبقية (الفراغ) على بخار يتغير ضغطه حسب درجة الحرارة.

## الأنواع
- خليط بنسبة عالية من غاز البروبان، يكثر عليه الطلب في الصيف.
- خليط يكثر فيه غاز البيوتان، مطلوب في الشتاء.
- خليط يتكون من كلا الغازين بنسبة 60٪ بروبان و40٪ بيوتان.

## الاستخراج والتصنيع
يُصنع الغاز النفطي السائل خلال عملية تكرير النفط الخام أو يستخلص من مجاري الغاز أو النفط الطبيعية عند خروجها من باطن الأرض. وتضاف مادة ايثانثيول ذات الرائحة النفاذة للغاز النفطي لكشف التسربات بسهولة، ويخضع ذلك إلى النظام القياسي الأوروبي EN 589.

## المميزات
يكون الغاز النفطي السائل عند درجة الحرارة والضغط الطبيعيين في حالته الغازية، لذلك يُضْغَط ليتحول إلى سائل ثم نقله في قوارير حديدية مضغوطة معبئة بنسبة تتراوح ما بين 80% و85% من سعتها لتجنب آثار التمدد الحراري. وتختلف نسبة حجم الغاز إلى السائل اعتماداً على التكوين الكيميائي وظروف الضغط والحرارة ولكنها بالعادة 250 إلى 1، ويسمى الضغط الذي يتحول عنده الغاز إلى سائل ضغط التكثيف ويتغير أيضا بتغير درجة الحرارة ونوع الغاز، وللبوتان النقي 2.2 ضغط جوي (220 كيلو باسكال) عند درجة حرارة 20 مئوية، وتبلغ 22 ضغط جوي (2 .2 ميجا باسكال) عند درجة حرارة 55 مئوية.

## احتياطات الاستخدام
بما أن الغاز النفطي السائل أثقل من الهواء فإنه يميل إلى التجمع في الأماكن المنخفضة مثل القبو وبالقرب من أرضية الحجرات مما قد يؤدي إلى الاختناق أثناء النوم، أو الاشتعال والانفجار إذا لم يُتَعَامَل مع ذلك بحذر.
ففي حالة تسرب الغاز إلى الحجرة يجب قبل كل شيء تجنب تشغيل مفتاح الإنارة أو أي جهاز كهربائي، فهذا قد يؤدي إلى تولد شرارة تسبب اشتعال الغاز وربما انفجارا، كما يجب اجتناب استخدام أي مصدر آخر محتمل للنيران كالولاعة السيجارة أو الهاتف المحمول، بعد ذلك يجب فتح جميع الشبابيك للتهوية وترك الغاز ليتسرب إلى الخارج. ثم فحص سبب ومصدر تسرب الغاز وقفله أو الاستعانة بالمتخصصين.

## الإنتاج
أُنْتِجَ لأول مرة سنة 1910 من قبل د. والتر سنلنج ‏، وأول إنتاج تجاري كان في 1912. حاليا يساهم الغاز النفطي المسال في تغطية 3% من احتياجات الطاقة في الولايات المتحدة. حين يستعمل بمحركات الاحتراق الداخلي ويسمى بغاز الماكينة. في كثير من البلدان بدأ استعماله منذ سنة 1940 كبديل للوقود في محركات الاشتعال ومؤخرا يستعمل لمحركات الديزل أيضا.

## استعماله كوقود للطبخ
وفقًا لتعداد عام 2001 في الهند، 17.5٪ من الأسر الهندية أي 33.6 مليون أسرة تستخدم غاز البترول المسال كوقود للطهي، وغاز البترول المسال مدعوم من قبل الحكومة فزيادة أسعاره تعتبر مسألة حساسة سياسيًا في الهند، حيث أنها تؤثر على نمط التصويت من قبل الطبقة الوسطى بالمدن. أما في هونغ كونغ فقد كان له استخدام كبير؛ لكن مع توسع إمدادات شركة «غاز المدينة» للمباني أصبحت نسبة الوحدات السكنية التي تستخدمه اقل من 24٪. كما أنه وقود الطهي الأكثر شيوعا في المناطق الحضرية في البرازيل، وتستخدمه عمليا جميع الأسر، كما أن الأسر الفقيرة تتلقى منحة حكومية تعرف باسم «فالى غاس» تستخدم حصريا لشراء غاز البترول المسال.

## مخاطر الحرائق
قد تصل حاويات غاز البترول المسال عند تعرضها للنار بكثافة ولمدة كافية إلى مرحلة انفجار الغاز المتمدد بسبب غليان السائل. وبالنظر إلى الطابع التدميري للغاز المسال عند الانفجارات فتصنف تلك المادة على أنها خطرة للغاية. ولهذا تهتم المصافي ومصانع البتروكيماويات بالمحافظة على الحاويات الكبيرة ووقايتها من الحريق. وتتم الوقاية بتزويد تلك الحاويات بصمامات أمان تعمل على تسريب الضغط الزائد في الحاوية عند نشأته. وتوجد أنواع من الحاويات الكبيرة الاسطوانية الأفقية. وتوجد حاويات كبيرة كروية الشكل قد يصل سمك جدارها إلى 15 سم من الحديد الصلب. وهي مجهزة بصمام تخفيف الضغط على القمة.
من أهم الاخطار انسكاب المحروقات والتي قد تشتعل بالقرب من حاويات غاز البترول المسال. فإذا استمرت النار مشتعلة بالقرب من الحاوية يتولد غليان الغاز وتمدده وزيادة الضغط، الذي قد يتجاوز قدرة صمام تنفيس الضغط الزائد. عندما يحدث ذلك فقد تتعرض الحاوية إلى النار بسرعة رهيبة، يمكن أن تسبب اضرارا مأساوية. ولهذا تشمل تدابير الوقاية من الحريق فصل خزانات غاز البترول المسال عن المصادر المحتملة للحريق.
وفي حالة النقل بالسكك الحديدية، على سبيل المثال، يمكن الفصل بين خزانات غاز البترول المسال على مراحل، بحيث توضع عربات البضائع الأخرى بينها. وهذا ليس الحال دائما، لكنه طريقة منخفضة التكلفة لعلاج المشكلة. وتوجد طريقة جديدة لوقاية حاويات غاز البترول المسال، بدفنها تحت الأرض، وأن تترك صمامات علوية تسهل صيانتها. ويجب توخي الحذر الشديد معها، إذ يؤدي الاحتكاك البسيط إلى الاشتعال وكذلك تآكل جدران الحاويات. ويجب طلاء الحاويات بطبقات تتحمل الحرارة ومقاومة للاشتعال، مثل ينتوميسكينت وماص للحرارة أو لصقات مضادة للنيران. وتتعرض حاويات غاز البترول المسال لتحركات كبيرة نتيجة للتمدد والانكماش، والملء والتفريغ حتى لو كانت من الصلب وذات جدران سميكة. هذا الاقتراح يجعل تنفيذ الدفن خيارا أقل جاذبية في المدى البعيد لأن المرء لا يستطيع التكهن بالضرر الميكانيكي الخارجي للحاوية نتيجة تسرب المياه من خلال التربة. ومجرد وجود حصاة واحتكاك وتجريف ذهابا وايابا عبر أبوكسي الدهان للهيكل يمكن أن يكون سببا للتآكل. وقد يكون من الصعب ابقاء اللصقات عمليا لفترات طويلة من الزمن. وهناك أخطاء كبيرة حدثت في السابق في هذا المجال، حيث من المفترض أن تكون ركيزة الصلب في حماية كافية من الصدأ من خلال استخدام اللصقات القلوية. والمواد القلوية في هذه اللصقات ترجع إلى وجود الأَسْمَنْت والجير. وهذه قلوية، ولكن عادة لا يكون له طابع دائم.
ومشكلة الهياكل الخارجية من هذا النوع أنها لا تخضع لقانون البناء أو لقوانين الوقاية من الحريق. أي لا تزال تتواجد حاويات غاز البترول المسال دون أي وقاية من النيران، إذ لا توجد في الغالب التعليمات والأنظمة المحلية للوقاية من الحريق أو سلطة قضائية مختصة، أو التفتيش لإجبار أصحابها على استخدام الأساليب الصحيحة للوقاية. وتكون شركات التأمين هي أيضًا في مأزق المنافسة في هذه الأشياء المهمة، كما أنها لا تتنافس على أساس الأسعار، بل أيضا على تشديد المطالب من قبل المفتشين. وتوجد اختبارات متعددة لحاويات غاز البترول المسال تختص بمقاومتها للحريق. منها اختبارات واقعية تقوم بها في ألمانيا بمدينة براونشفايج مصلحة الاختبار «بام BAM» برلين [1]. وتُجْرِي «البام» التجارب على نموذج حاوية صغيرة من نفس النوع حاويه غاز البترول المسال بالحرائق الهيدروكربونية وتعيين منحني الاختبار عن طريق قياس النتائج. وفي أمريكا الشمالية أساليب تستند إلى UL 1709. بينما يستخدم 1709 UL الوقت الصحيح بالنسبة لمنحني الاختبار الحراري، فهو يقتصر على اختبار أعمدة الصلب وليس الأنابيب، في حين تُنَفَّذ «بام» اختبارات حقيقية على حاويات غاز البترول المسال وللصمامات والأجزاء الأخرى الحساسة عند الحريق.
لابد من تسجيل التصريحات والاستعمال السليم حتى يُتَأَكَّد من أن المكونات والأجهزة موافية لشروط إعطائها شهادات الصلاحية. وبحيث أن يكون الاختبار المؤدى يتناسب مع ما يمكن أن تتعرض له الحاويات أثناء التشغيل. وبصفة خاصة بالنسبة إلى المواد العضوية المستخدمة للوقاية، ولا بد من مراعاة مدة صلاحيتها واستبدالها عند اللزوم. وهذا ما يقوم عليه UL1709، فهو يعتمد على أن تكون جميع المركبات تستطيع تحمل الظروف التي يمكن أن تتعرض لها خلال التشغيل العملي. وكذلك تجري طريقة البيت المتخصص الألماني (DIBt) لإعطاء شهادة الصلاحية للمواد المقاومة للحريق. وبهذا يمكن حماية حاويات الغاز السائل من الحرائق العرضية.
عل سبيل المثال، إذ انكسر الحاوي بطريقة ما، يخرج الغاز المسال أولاً كسائل بارد جداً نقطة غليانه منخفضة قد تصل إلى 35- درجة مئوية بسبب انخفاض ضغط الأسطوانة فيتبخر الغاز المسال، ويحدث تأثير تبريدي مما يعمل على تجميد أي شيء يقابله وهذا السائل المتبخر يسبب حروقاً مباشرة تسمى حروق على البارد مثلها مثل الحروق الحرارية الساخنة قد تصل إلى درجات خطيره قد تؤدي إلى الوفاة اعتمادًا على كمية التعرض لهذا الغاز المسال وزمن التعرض ومساحة الإصابة الجسدية.
ثم بغليانه وهو لا يزال باردا تنشأ أجواء كثيفة من بخار الغاز المسال تزيح غاز الأكسجين من الجو بحيث تختنق جميع الكائنات الحية في الأماكن المحيطة. وقد يؤدي انكسار حاوية كبيرة واحدة الي إزاحة الأكسجين عبر أميال مربعة عديدة. وبالانتشار تخفف كثافة بخار الغاز ويختلط بالهواء ويصبح خطرا داهماً. لأنه يكون مع الهواء خليطًا غازي قابل للاشتعال. وعندما يحدث الاشتعال تتولد كرة نارية مهولة تنتشر عبر كيلومترات.